# Intersecting Histories: Contemporary Turns in Southeast Asian Art
Intersecting Histories: Contemporary Turns in Southeast Asian Art là một cuộc triển lãm được tổ chức từ ngày 28 tháng 9 đến ngày 24 tháng 11 năm 2012 tại Phòng trưng bày ADM, Trường Nghệ thuật, Thiết kế và Truyền thông (ADM) thuộc Đại học Công nghệ Nanyang ở Singapore. Nó được giám tuyển bởi nhà sử học nghệ thuật Đông Nam Á TK Sabapathy.
Triển lãm nhóm đã giới thiệu hơn 35 tác phẩm nghệ thuật đương đại của 28 nghệ sĩ đến từ Indonesia, Malaysia, Philippines và Singapore, như Brenda Fajardo, Nindityo Adipurnomo, Sulaiman Esa và Tang Da Wu.
Các tác phẩm được lựa chọn từ quyền sở hữu lâu dài của Bảo tàng Nghệ thuật Singapore, Phòng trưng bày Nghệ thuật Quốc gia, Singapore (kể từ khi đổi tên thành Phòng trưng bày Quốc gia Singapore), Bảo tàng Đại học Quốc gia Singapore và các bộ sưu tập tư nhân, bao gồm Artesan Gallery + Studio, Singapore, Nadi Gallery, Jakarta, và Tiến sĩ Oei Hong Djien, Magelang, Indonesia.
Một danh mục đã được xuất bản cùng với triển lãm, với các bài tiểu luận của TK Sabapathy, Yvonne Low, Seng Yu Jin, Aminudin TH Siregar và Adele Tan.

## Đón nhận
Trong một đánh giá cho Art Asia Pacific vào năm 2012, Louis Ho nhận xét rằng triển lãm đã bỏ qua việc trưng bày các tác phẩm nghệ thuật từ Thái Lan và "truyền thống trừu tượng ở Đông Nam Á, một thể loại bị bỏ qua."
Trong một bài báo cho Tạp chí Bảo tàng Mỹ thuật Đài Bắc năm 2017, Seng Yu Jin nhận xét rằng "chủ nghĩa khái niệm như ý tưởng, hình tượng, tường thuật và chủ nghĩa hoạt động" đã được khám phá trong triển lãm này, "định vị khái niệm như một phần của thực tiễn nghệ thuật đương đại."